# 富塚文太郎
富塚 文太郎（とみづか ぶんたろう、1929年2月28日 - 2022年11月28日）は、日本の経済学者、東京経済大学名誉教授、元学長、元法人理事長。

## 生涯
東京出身。東京大学に学び、在学中は「全日本学生自治会総連合の傘下で学生運動にのめり込んでいた」という。1952年、東京大学経済学部経済学科を卒業し、産経新聞に入社し、東京本社で新聞記者となった。その後、大学に戻り、東京大学大学院社会科学研究科理論経済学専攻博士課程に学ぶ。国民経済研究協会主任研究員、後に兼任で理事長、会長となる。1968年に東京経済大学経済学部助教授、1971年に教授、さらに1992年から2000年まで東京経済大学学長、1998年から2005年まで学校法人東京経済大学理事長を務めた。
大学外では、1975年から1980年にNHKの定例番組「1億人の経済」でレギュラー解説者、1983年に国分寺市商工会商業活動調整協議会会長、1988年にNHK関東甲信越地方放送審議会副委員長、1995年に大規模小売店舗審議会・関東審議部会長、1995年からは日本広報学会初代理事長などを歴任した。
主だった勤務先・公職を退任して組織を離れた後も「独立エコノミスト」としてブログなどを通した発信を続けていた。
2022年11月28日午前0時8分、病気のため東京都内で死去。93歳没。

## 著書
- 富塚文太郎、長洲一二 編『現代の資本主義観』至誠堂〈至誠堂新書 22〉、1965年10月1日。 NCID BN04967859。
- 富塚文太郎、他『八〇年代の日本経済』三修社〈読売文化セミナー叢書〉、1980年12月1日。 NCID BN07486620。
- 富塚文太郎、他『日本経済の活力と将来 : 世界の中の日本の選択』三修社〈読売文化セミナー叢書〉、1981年8月1日。 NCID BN08387034。
- 富塚文太郎『ドル体制の矛盾と帰結 : 通貨危機から保護主義へ』読売新聞社、1990年2月1日。ISBN 978-4643900194。 NCID BN0449443X。

## 関連文献
- 「富塚文太郎教授年譜並びに主要著作目録」『東京経大学会誌 経済学』第225号、東京経済大学経済学会、2001年、5-9頁。